# 結城令聞
結城 令聞（ゆうき れいもん、1902年4月2日 - 1992年8月28日）は、日本の仏教学者、元東京大学名誉教授。
兵庫県姫路市の浄土真宗の寺善教寺に生まれる。1927年、東京帝国大学文学部印度哲学科卒。1929年、大学院入学、東方文化学院助手。1930年、大学院退学。1934年、東方文化学院研究員。1942年、東洋文化研究所嘱託。1949年、同教授。同年、「世親唯識の研究」で東京大学より文学博士を取得。1960年、東京大学東洋文化研究所所長、東京大学評議員。1963年、定年退官、京都女子大学教授、のち学長。1991年、東京大学名誉教授。
浄土真宗本願寺派初代伝道院長も務めた。
剣道範士八段。元日本剣道連盟副会長。
松倉悦郎（結城思聞）は実娘・結城亮子（結城雅亮）の女婿（婚姻形態は不明）。

## 著書
- 『心意識論より見たる唯識思想史』東方文化学院東京研究所 1935
- 『剣禅一如』大東出版社 1940
- 『唯識の思想と歴史』大法輪閣 1940
- 『世親唯識の研究』青山書院 1956、大蔵出版 全2巻 1986
- 『他力本願 大無量寿経』石上玄一郎共著、法蔵館 1957、新版1980　東方双書
- 『唯識学典籍志』大蔵出版 1962　東洋文化研究所紀要 別冊
- 『唯識三十頌　佛典講座』大蔵出版 1985
- 『結城令聞著作選集』春秋社 全3巻 1999

第1巻 唯識思想、第2巻 華厳思想、第3巻 浄土思想　

## 記念論集
- 『仏教思想史論集 結城教授頌寿記念』結城教授頌寿記念論文集刊行会編　大蔵出版　1964